# Franz Wunsch
Franz Wunsch (Drasenhofen, 21 marzo 1922 – Vienna, 23 febbraio 2009) è stato un militare austriaco, che operò nel campo di concentramento di Auschwitz come supervisore delle guardie SS durante la seconda guerra mondiale. È noto per aver salvato la vita alla prigioniera ebrea Helena Citrónová, della quale si era invaghito.

## Biografia
Franz Wunsch nacque nel 1922 da Franz (1899-1975) e Maria Wunsch (1899-1980). Si unì alle SS prima ancora di compiere diciotto anni. Allo scoppio della seconda guerra mondiale fu inviato a combattere sul fronte orientale, dove fu ferito con un colpo al ginocchio. Ritornato dal fronte, divenne una guardia delle SS presso il campo di concentramento di Auschwitz. Nel settembre del 1942 fu promosso al grado di SS-Unterscharführer e impiegato come supervisore delle guardie SS; operava principalmente nel deposito Effektenlager (chiamato anche Kanada), nella Lederfabrik (la pelletteria) e nel Sonderkommando. Wunsch, secondo alcuni testimoni, provava un vero e proprio odio nei confronti degli ebrei; almeno una volta alla settimana partecipava alle selezioni dei deportati presso la rampa ferroviaria, picchiando brutalmente uomini e donne.
Wunsch modificò il proprio comportamento brutale quando si innamorò dell'ebrea slovacca Helena Citrónová. I due si conobbero il giorno del ventesimo compleanno di Wunsch, il 21 marzo 1942; Helena, al suo primo giorno al campo, era stata costretta a cantare una serenata di compleanno per rallegrare gli animi delle SS. La ragazza era stata però già destinata alla camera a gas assieme alla sorella Rožinka, più grande di lei di dieci anni. Franz s'infatuò di Helena a tal punto da salvare la vita a entrambe le donne, ma gli fu impossibile sottrarre alla morte i due figli di Rožinka, che vennero gassati. Secondo alcune testimonianze successive, Wunsch, grazie all'influenza di Helena, si trasformò in "un'altra persona".
Il 18 luglio 1944, Wunsch fu condannato dalla pretura di Katowice a cinque settimane di detenzione in isolamento per aver rubato alcuni piccoli oggetti dall'Effektenlager, per un valore totale di 30 marchi tedeschi.
Dopo la guerra, il 25 agosto 1971, Wunsch andò a vivere a Vienna. Per i crimini compiuti durante l'Olocausto, fu imputato (assieme ad un'altra guardia SS, Otto Graf) nel secondo processo di Francoforte, tenutosi a Vienna dal 25 aprile al 27 giugno 1972. La giuria, "nonostante prove schiaccianti di colpevolezza", assolse Wunsch (sentenza: LG Wien 20 Vr 3805/64) dall'accusa di "partecipazione ad omicidi di massa nel campo di sterminio di Auschwitz-Birkenau (questi crimini comprendevano il trasferimento degli ebrei verso le camere a gas con l'uso della violenza, la partecipazione alle selezioni dei deportati sulla rampa ferroviaria, e il lancio dei barattoli di Zyklon B nelle camere a gas) e crimini violenti contro i prigionieri ebrei durante il suo servizio ad Auschwitz". L'accusa di crimini violenti si basava su alcune testimonianze dei superstiti, secondo le quali Wunsch, il 7 ottobre 1944, durante l'attuazione di una rivolta di prigionieri, avrebbe sparato ad un ebreo greco di 20 anni.
Wunsch morì il 23 febbraio 2009, all'età di 86 anni. Fu sepolto nel cimitero di Hütteldorf.